# Pommerska dragonregementet
Pommerska dragonregemente var ett värvat svenskt dragonregemente under det stora nordiska kriget.

## Historia
Förbandet blev uppsatt genom värvning 1703 och bestod av 1000 man. De var först förlagda i Pommern, sedan i Rehnskiölds häravdelning. Efter Slaget vid Kalisch 1706 där regementet mycket har lidit (Karl XII), skulle regementet förstärkas till 1250 man. De kvarlämnades i Polen 1708 och förlades sedan åter i Pommern. De kämpade med Magnus Stenbock 1712 och hamnade i krigsfångenskap vid Tönningen. Regementet nyuppsattes och förlades i Stralsund men förlorades vid kapitulationen. 126 dragoner och sju officerare tog sig till Sverige och ingick sedan i Tyska dragonregementet.

## Förbandschefer
- 1703-1710: Wilhelm Burchard Müller von der Lühnen
- 1710-1715: August Philip Marderfelt